# الحكومة الإماراتية (2017)
حكومة دولة الإمارات العربية المتحدة (2017) هي الحكومة الثالثة عشر في تاريخ دولة الإمارات منذ قيام الاتحاد عام 1971، والسابعة التي شكلها الشيخ محمد بن راشد آل مكتوم بعد اعتماد الشيخ خليفة رئيس الدولة.

## الرؤية والأهداف
استحدثت مناصب وزارية جديدة للتعامل مع مجموعة من الملفات المستقبلية، وأجرت بعض التعديلات الهيكلية لتلبية متطلبات المرحلة المقبلة التي سيكون عنوانها تكنولوجيا المستقبل، ومهارات المستقبل، وكوادر الوطن، ويأتي هذا التعديل الحكومي الجديد بناء على الاجتماعات السنوية الأخيرة التي شهدتها دولة الإمارات وإطلاق خطة مئوية الإمارات. استحدثت 4 مناصب وزارية جديدة وهي: وزير دولة للذكاء الاصطناعي ووزير دولة للتعامل مع ملف العلوم المتقدمة ووزير دولة للتعامل مع ملف الأمن الغذائي إضافة إلى منصب وزير دولة، كما شهدت بعض الوزارات تغييرات هيكلية من بينها وزيرة الدولة للسعادة التي أضيف لها ملف جودة الحياة ووزير الدولة لشؤون التعليم العالي التي أضيف لها ملف المهارات المتقدمة ووزارة الطاقة التي أضيف لها ملف الصناعة.

## أعضاء مجلس الوزراء
1. الشيخ محمد بن راشد آل مكتوم، نائب رئيس الدولة رئيس مجلس الوزراء وزير الدفاع
2. الشيخ سيف بن زايد آل نهيان، نائب رئيس مجلس الوزراء وزير الداخلية
3. الشيخ منصور بن زايد آل نهيان، نائب رئيس مجلس الوزراء وزير شؤون الرئاسة
4. الشيخ حمدان بن راشد آل مكتوم، عضو مجلس الوزراء وزير المالية
5. الشيخ عبد الله بن زايد آل نهيان، عضو مجلس الوزراء وزير الخارجية والتعاون الدولي
6. الشيخ نهيان بن مبارك آل نهيان، عضو مجلس الوزراء، وزير التسامح
7. محمد بن عبدالله القرقاوي، عضو مجلس الوزراء وزير شؤون مجلس الوزراء والمستقبل
8. سلطان بن سعيد المنصوري، عضو مجلس الوزراء وزير الاقتصاد
9. عبد الرحمن بن محمد العويس، عضو مجلس الوزراء، وزير الصحة ووقاية المجتمع ، ووزير الدولة لشؤون المجلس الوطني الاتحادي
10. أنور محمد قرقاش، عضو مجلس الوزراء وزير الدولة للشؤون الخارجية
11. عبيد حميد الطاير، عضو مجلس الوزراء وزير الدولة للشؤون المالية
12. ريم بنت إبراهيم الهاشمي، عضو مجلس الوزراء وزيرة الدولة لشؤون التعاون الدولي
13. سهيل بن محمد فرج فارس المزروعي، عضو مجلس الوزراء وزير الطاقة والصناعة
14. حسين بن إبراهيم الحمادي، عضو مجلس الوزراء وزير التربية والتعليم
15. عبدالله بن محمد بلحيف النعيمي، عضو مجلس الوزراء وزير تطوير البنية التحتية
16. سلطان بن سعيد البادي، عضو مجلس الوزراء وزير العدل
17. محمد بن أحمد البواردي، عضو مجلس الوزراء وزير الدولة لشؤون الدفاع
18. نورة بنت محمد الكعبي، عضو مجلس الوزراء، وزيرة الثقافة وتنمية المعرفة
19. ثاني بن أحمد الزيودي، عضو مجلس الوزراء وزير التغير المناخي والبيئة
20. ناصر بن ثاني جمعة الهاملي، عضو مجلس الوزراء، وزير الموارد البشرية والتوطين
21. حصة بنت عيسى بوحميد، عضو مجلس الوزراء، وزيرة تنمية المجتمع
22. جميلة بنت سالم مصبح المهيري، عضو مجلس الوزراء وزيرة الدولة لشؤون التعليم العام
23. أحمد بن عبد الله حميد بالهول الفلاسي، عضو مجلس الوزراء وزير الدولة لشؤون التعليم العالي والمهارات المتقدمة
24. سلطان بن أحمد سلطان الجابر، عضو مجلس الوزراء وزير دولة
25. ميثاء سالم الشامسي، وزير دولة
26. عهود بنت خلفان الرومي، وزيرة الدولة للسعادة وجودة الحياة
27. شما بنت سهيل بن فارس المزروعي، وزيرة الدولة لشؤون الشباب
28. زكي أنور نسيبة، وزير دولة
29. مريم بنت محمد سعيد حارب المهيري، وزيرة دولة
30. سارة بنت يوسف الأميري، وزيرة دولة
31. عمر بن سلطان العلماء، وزير دولة للذكاء الاصطناعي